# عودة مهند (مسلسل)
شمال وجنوب (بالتركية: Kuzey Güney)‏ أو كما يعرف في العالم العربي باسم عودة مهند هو مسلسل درامي تركي تم عرضه في 7 سبتمبر 2011 وانتهى في 26 أبريل 2013

## قصة المسلسل
تحكي قصة المسلسل عن أخوين، الأخ الأصغر كوزاي - مهند - والأخ الأكبر غوناي - مؤيد - (وهما الشمال والجنوب).
الأخوان على النقيض تمامًا أحدهما عاقل وهادئ والثاني متمرد ومندفع، إلا أنهما كانا متفاهمين جدًا وكان كثيرًا ما يحمي مؤيد أخاه مهند من المشاكل التي يقع فيها بتهوره واندفاعه، حتى أنه في أحد المرات سرق مهند المال لوالده فقام مؤيد بإرجاع المال من عنده إلى مكانه وأثناء ذلك أمسكه أبوه فظنه هو الذي يسرق المال إلا أنه لم يخبر أباه بحقيقة الأمر كي لا يكشف أخاه وكي لا يعرضه للمشاكل مع أباه.
وتشاء الظروف أن يحب الاثنين نفس الفتاة وتدور الأحداث بذلك حتى يصلوا للنقطة الحرجة حيث يصدم مؤيد رجلًا بالسيارة ويتوفى الرجل وليحمي مهند أخاه ادعى أنه من قام بالحادث بقي الكل مذهول من تصرفه (أخوه وأبوه وأمه).
بعد مرور 4 سنوات خرج كوزاي (مهند) من السجن ويحاول الدخول للعسكرية إذ أن حلمه من الصغر الدخول ولكن عند ذهابه لتقدم يرفضون قبوله بسبب جرح في بطنه تلقاه عندما كان يلاكم في السجن وعند عودته حزين ومقهور يجد أخوه وجيمري أمام منزلهم يقبلون بعض ويتكرر المشهد القديم ويقول هذه الجملة مثل ما أخذتم مني كل شيء حان الوقت لآخذ منكم كل شيء.

## فريق العمل والشخصيات
- كيفانش تاتليتوغ بدور كوزاي تكين اوغلو - مهند -
- بوجرا جولسوي بدور جوناي تكين اوغلو - مؤيد -
- أويكو كارايل بدور جيمري تشاييك - جميلة -
- باده إيشجيل بدور بانو سينانير - بانا -
- مصطفى افكران بدور سامي تكين اوغلو، خباز , أب مهند ومؤيد
- سمرا دينشر بدور هندا تكين اوغلو، أم مهند ومؤيد
- زرين تكيندور بدور جيلتان تشاييك - كوثر- , أم جميلة
- Ünal Silver بدور عطا سينانير، رجل أعمال غني، أب بانا
- رضا كوجا أوغلو بدور علي، بائع ملابس، صديق مهند المقرب
- Çagdas Onur Öztürk بدور باريش هاكمان -بدر- شقيق بانا
- Göksen Ateş بدور فيروز، خطيبة بدر
- هازار إيرجوتشلو بدور سيماي -سمرة- , زوجة مهند السابقة
- Turgay Kantürk بدور فرحات، عدو مهند
- ميرفي بولغور بدور زينب، ابنة المصور وصديقة جميلة، مصمم أزياء
- Hale Soygazi بدور أم بانا وبدر

## روابط خارجية
- عودة مهند على موقع IMDb (الإنجليزية)
- عودة مهند على موقع كينوبويسك (الروسية)
- عودة مهند على موقع ألو سيني (الفرنسية)
- عودة مهند على موقع قاعدة بيانات الفيلم (الإنجليزية)